# Armando La Rosa Parodi
Armando La Rosa Parodi, nome d'arte di Armando Parodi (Genova, 14 marzo 1904 – Roma, 21 gennaio 1977) è stato un direttore d'orchestra e compositore italiano.

## Biografia
Nacque da Federico Parodi e Adelia La Rosa, adottando come primo cognome quello della madre nell'attività artistica. Dopo aver studiato pianoforte e composizione a Milano, dal 1929 si dedicò alla direzione d'orchestra.
Nel 1933 divenne direttore stabile nella sede palermitana dell’EIAR e dal 1936 al 1942 fu direttore artistico della sede di Torino. In tale sede diresse nel 1936 di I compagnacci di Primo Riccitelli e Jenůfa, nel 1937 Arianna a Nasso e Tosca (con Gina Cigna, Giuseppe Lugo e Mariano Stabile), nel 1938 Il cavaliere della rosa. 
Altra prima assoluta fu la direzione nel 1934 al Teatro La Fenice di Venezia di Salmodia di Lodovico Rocca. In quello stesso anno, il 2 settembre, debuttò come operista con l’opera comica Il mercante e l'avvocato, su libretto di Aldo Martinelli, da lui diretta alla sede EIAR di Torino. Nel 1938 al Teatro Vittorio Emanuele di Torino diresse la prima della sua composizione Cleopatra, "quattro visioni sceniche" su libretto di Cesare Meano.
Nel 1943 al Teatro dell'Opera di Roma diresse Oberon, nel 1944 a Venezia Rigoletto (con Gino Bechi e Mario Filippeschi) e La vita è sogno di Gian Francesco Malipiero, nel 1945 La cambiale di matrimonio e El retablo de Maese Pedro. Nel 1950 al Teatro Alfieri di Torino Lohengrin e nel 1953 Rigoletto, nel 1954 a Roma Il sistema della dolcezza di Vieri Tosatti.
Negli anni 40 e 50 apparve anche all'estero, in particolare in Germania, Inghilterra e Spagna, prevalentemente nel repertorio operistico italiano.
Nel 1955 diresse al Teatro Comunale di Firenze la prima assoluta di La conchiglia di Lino Liviabella, a Venezia La figlia di Jorio di Pizzetti e nel 1957 a Bologna la prima assoluta di Il canto del cigno di Luciano Chailly. Dal 1964 al 75 fu direttore stabile dell'orchestra sinfonica della RAI di Roma. Negli anni 50 pubblicò il romanzo Solitudine.

## Fonte
- Simone Ciolfi, Parodi Armando in Dizionario Biografico degli Italiani, vol. 81, su Treccani.it. URL consultato il 17 giugno 2025.